# Mandžuský mor

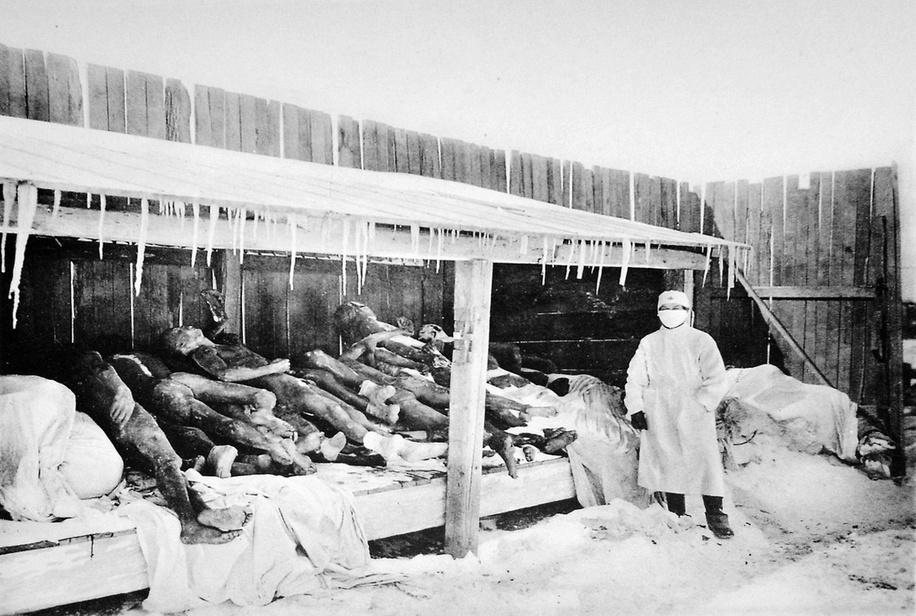
Oběti mandžuského moru

Mandžuský mor (čínsky pchin-jinem 1910－1911 nián Dōngběi shǔyì, znaky tradiční 1910－1911年東北鼠疫; nesprávně mandžuská chřipka) je označení pro epidemii plicního moru, která v letech 1910 až 1911 proběhla v Mandžusku a vyžádala si život asi 60 000 lidí. Epidemie mandžuského moru vyvolala nadnárodní spolupráci lékařské komunity, poprvé začaly být jako prevence nákazy nošeny osobní ochranné prostředky. Stěžejní roli při potlačování epidemie sehrál čínský lékař původem z Malajsie Wu Lien-te.

## Průběh
Mandžuský mor představoval vzduchem šířenou infekci s téměř stoprocentní smrtností. Předpokládá se, že původně pocházel od místní populace svišťů tarbagan (Marmota sibirica), kteří byli v Mandžusku loveni pro svou srst. Po zahájení dovozu barviv, nově vyvinutých německým chemickým průmyslem, bylo možné z levné kožešiny svišťů vyrábět imitace kožešin sobolů, norků či vyder, což vedlo k velkému přílivu lovců do oblasti. Propuknutí epidemie napomohlo to, že se lovci během tuhé zimy společně shromažďovali v chatrčích, stejně jako rozvinutá železniční síť v oblasti Mandžuska, pomocí níž se mnoho z těchto pracovníků vracelo domů kvůli novoročním oslavám.
O prvních případech ve městě Charbin čínský tisk informoval na podzim roku 1910. Mor se rychle šířil ve městech podél mandžuských železničních tratí, především těch, které se vyznačovaly vysokou hustotou obyvatelstva, výraznou mobilitou lidí a špatnými hygienickými podmínkami.
Rusko i Japonsko měly v regionu hospodářské zájmy, a proto spolupracovaly s čínskými úřady. Klíčovou osobou v boji s epidemií byl čínský lékař Wu Lien-te. Wu mimo jiné propagoval karanténní opatření a nošení látkových obličejových masek, stejně jako bezpečnou likvidaci těl obětí pomocí žehu. Po skončení epidemie Wu v dubnu 1911 předsedal mezinárodnímu kongresu o moru v Mukdenu (v lednu 1911 hlásil Mukden téměř 2 600 obětí); poprvé v podobném případě došlo k nadnárodní spolupráci vědeckých komunit.
Čínská vláda také hledala pomoc od zahraničních lékařů, přičemž řada z nich samotných moru podlehla. V Charbinu zemřel francouzský lékař Gérald Mesny, který zpochybnil Wuovo doporučení nosit ochranné masky. Sám se však od pacienta nakazil a zemřel za několik dní. Další obětí byl 26letý misijní lékař Arthur F. Jackson, který onemocněl během osmi dnů po prohlídce a umístění do karantény stovek chudých dělníků. Zemřel o dva dny později v Mukdenu. Během epidemie zemřelo 942 zdravotníků různých národností, včetně 8 lékařů, 4 studentů medicíny, 6 zdravotníků a 924 sanitářů.
Celkový počet obětí činil asi 60 000. Mezi nejvíce zasažená města patřily Čchang-čchun, Charbin a Mukden. Epidemie byla soustředěna v severovýchodních čínských provinciích, avšak sporadicky byly nákazy hlášeny v rámci celé říše. Mandžuský mor zdůraznil význam nadnárodní lékařské spolupráce a vytvořil precedens pro organizace, jako je WHO. Wu Lien-teh široce propagoval používání látkových ochranných masek mezi zdravotníky, pacienty i běžnou populací, přičemž poprvé bylo užito podobného opatření k potlačení epidemie.